# Ramchandra Siras
Ramchandra Siras (* 1948 in Nagpur; † 8. April 2010 in Aligarh) war ein indischer Linguist, Autor und Hochschullehrer.

## Leben
Siras wuchs in Nagpur auf. Er studierte am örtlichen Hislop College und besuchte die Nagpur University, wo er 1985 einen PhD in Marathi erhielt und daneben einen Master in Psychologie machte. Seine Doktorarbeit schrieb er über das Werk des Autors Gajanan Tryambak Madkholkar. Siras arbeitete als wissenschaftlicher Mitarbeiter an der Ranchi University und erhielt danach eine Anstellung als Hochschullehrer im Bundesstaat Uttar Pradesh an der Aligarh Muslim University, wo er 1998 zum Reader ernannt wurde und als Chairman des Department of Modern Indian Languages amtete. Er spezialisierte sich auf Vergleichende Indische Literaturwissenschaften und moderne Marathi-Literatur. Daneben war er als Autor tätig. Für seinen Gedichtband Paya Khalchi Hirawal (Gras unter meinen Füßen) erhielt er im Jahr 2002 den Preis der Literaturgesellschaft Maharashtra Sahitya Parishad.
Im Februar 2010 wurde er wegen sexuellen Verkehrs mit einem Mann von der Universitätsleitung suspendiert, was Proteste von Homosexuellen-Aktivisten hervorrief. In einem entgegen Siras ursprünglichen Wunsch stattfindenden Gerichtsverfahren wurde die Suspendierung aufgehoben. Einige Tage danach verstarb Siras im Alter von 62 Jahren in seiner Privatwohnung.